# 캐나다 국제방송
캐나다 국제방송(Radio Canada International 약칭 RCI)은 캐나다의 국영 방송국인 캐나다 방송(Canadian Broadcasting Corporation 약칭 CBC)이 운영하는 국제 방송이다. 1945년에 개국하였다. 본사는 퀘백 주 몬트리올에 위치해 있다.
영어, 중국어, 프랑스어등 8개 언어로 방송한다.
개국 당시에는 단파방송으로 시작되었지만, 1990년대에 유럽 지역으로 향한 위성방송을 시작했으며, 단파로는 2012년 6월 26일에 중단되었다. 대한민국의 한국방송공사와도 교환송출협정을 맺고 있다.

## 캐나다 국제방송 새크빌 송신소
캐나다 국제방송은 새크빌(Sackville) 송신소를 운영을 하면서 캐나다국제방송의 프로그램을 송출하고 있고, 한국방송공사, NHK, BBC 등의 방송국과 교환송출협정을 맺어 이들 방송국의 중계소로도 활용되고 있다.

## 방송 언어

캐나다 국제방송 로고

- 영어
- 프랑스어
- 스페인어
- 아랍어
- 중국어
- 러시아어
- 포르투갈어
- 우크라이나어